# Thérèse Allah

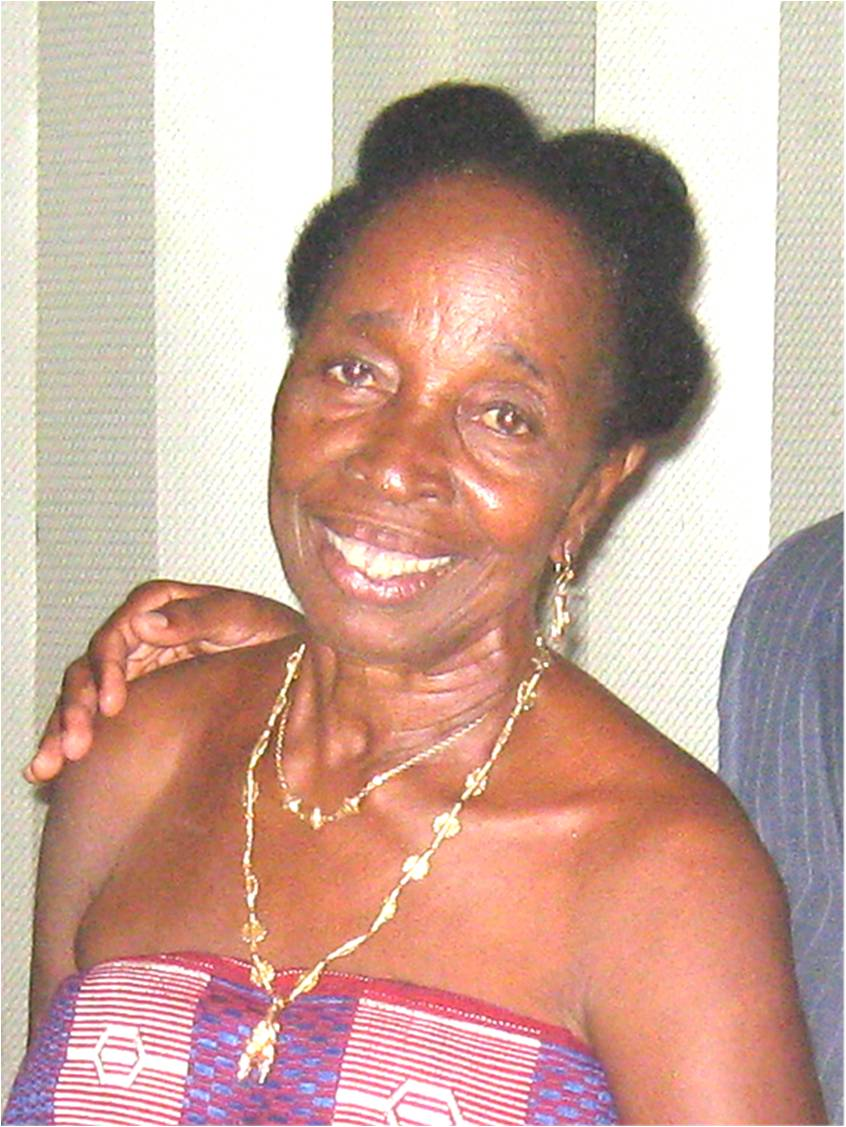
Allah Thérèse (2009)

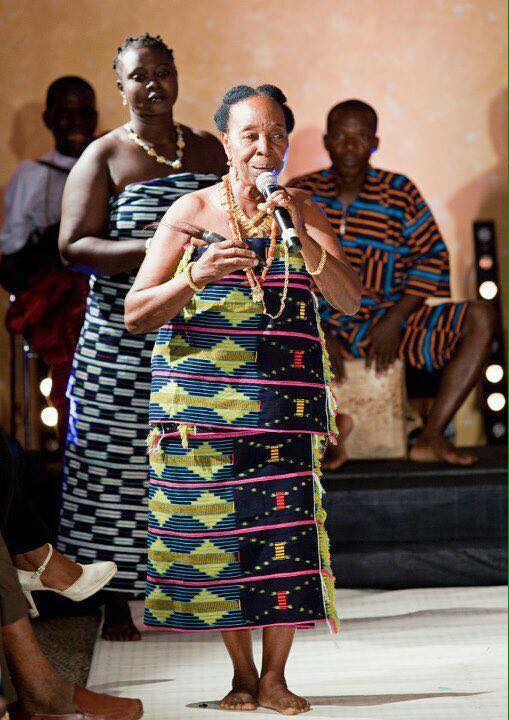
Allah Thérèse (2015)

Thérèse Allah (bekannt als Allah Thérèse; * 1936 in Gbofia; † 19. Januar 2020 in Djékanou) war eine ivorische Sängerin. Sie bildete, bis zu dessen Tod am 20. Mai 2018, ein musikalisches Duett mit ihrem Ehemann, dem Akkordeonisten N’Goran la Loi.

## Leben
Thérèse Allah, besser bekannt als Allah Thérèse, war eine traditionelle Sängerin aus dem Dorf Gbofia in der Unterpräfektur Toumodi in der zentralen Elfenbeinküste. Sie war bekannt für ihre charakteristische Frisur „Akôrou Koffié“ (was in Baule „die Frau der Spinne“ bedeutet).
Allah trat ab 1956 mit N’Goran auf und das Duo erfreute sich in den 1960er und 1970er Jahren großer Beliebtheit. Bis 2005 hatte das Duo sechs gemeinsame Alben produziert. Ihr siebtes und letztes Album wurde am 21. Mai 2018, einen Tag nach N’Gorans Tod, veröffentlicht. Das Album trägt den Titel Bé gnanssou moayé, was in Baule mit „Ich hatte Gnade“ übersetzt wird.
Sie war eine der Lieblingskünstlerinnen des ersten Präsidenten Félix Houphouët-Boigny (Regierungszeit 1960–1993). Zu diesem Zweck nahm sie an mehreren wichtigen Veranstaltungen wie Gipfeltreffen oder Besuchen anderer Staatschefs in der Elfenbeinküste teil.
Allah hat in einem Interview im Jahr 2018 über ihre Karriere nachgedacht und erklärt, dass sie mit ihrem Lebenswerk und ihrem Engagement für die Erhaltung der Tradition durch die Musik zufrieden sei. Sie erklärte ihre Abwesenheit von der Bühne in späteren Jahren und erklärte, dass sie den Anforderungen einer Live-Aufführung nicht mehr gewachsen sei. Im selben Interview erklärte Allah Thérèse, dass ihr Engagement für die Musik ihr Vermächtnis sei, obwohl sie die Tatsache beklagte, dass sie keine Kinder habe. „Ich bin die Verpflichtung eingegangen, zu singen, um mein Leben zu verewigen. Ich fühle mich glücklich, wenn meine Fans mich Mama nennen. In meiner Familie sind wir drei Mädchen, die keine Kinder bekommen haben.“
Allah erklärte ihre Absicht, nach dem Tod ihres Mannes am 20. Mai 2018 in den Ruhestand zu treten. Sie erklärte, dass „ich nicht mehr weitermachen kann, wir bilden eine Mannschaft, wir bilden ein Paar, ohne ihn kann ich nicht weiterspielen“.
Am 19. Januar 2020 wurde Allah in das allgemeine Krankenhaus von Djékanou eingeliefert, wo sie starb. Ihr Tod wurde vom ivorischen Präsidenten Ouattara beklagt, der sie noch Anfang Dezember 2019 aufgesucht hatte.

## Auszeichnungen und Ehrungen
Als Pionierin der traditionellen ivorischen Musik wurde Allah am 24. Mai 2012 als Ritter des ivorischen Verdienstordens (chevalier de l’ordre du Mérite ivoirien) ausgezeichnet. Ab 2014 erhielt sie eine monatliche Rente vom ivorischen Staat, der sich auch verpflichtete, ihr zwei Wohneinheiten zur Verfügung zu stellen.